# Liga 3 (handbal)
De Liga 3 is de op vijf na hoogste afdeling van het herenhandbal in België.
In de Liga 3 treden er twaalf teams aan. De eerste twee teams promoveren naar Liga 2, de laatste twee teams degraderen naar de provinciale reeksen. De inrichtende macht is de Vlaamse Handbalvereniging (VHV).

## Clubs
- Apolloon Kortrijk 3 (Kortrijk)
- HC Izegem 2 (Izegem)
- HC 't Noorden (Berendrecht)
- Olva Brugge (Brugge)
- HC Aalst (Aalst)
- Rhino Turnhout (Turnhout)
- HC Hannibal Tessenderlo (Tessenderlo)
- Olse Merksem 3 (Merksem)
- HC Atilla Temse (Temse)
- HBC Evergem (Evergem)
- Groot-Bijgaarden Sportkring (Groot-Bijgaarden)
- HV Uilenspiegel Wilrijk 3 (Wilrijk)

## Kampioenstitels
- Seizoen 2018/19 HC Olva Brugge
- Seizoen 2017/18 Apolloon Kortrijk 2
- Seizoen 2016/17 HV Uilenspiegel Wilrijk 3
- Seizoen 2015/16 Handbal Lokeren